# Vlag van de Zweedstalige Finnen

Vlag van de Zweedstalige Finnen

De vlag van de Zweedstalige Finnen is een onofficiële rode vlag met een geel Scandinavisch kruis die in de Zweedstalige delen van Finland wordt gebruikt om de Zweedstalige Finnen te vertegenwoordigen, is gebruikelijker en is te zien in veel vlaggenmasten in Finland in gebieden waar de Zweedstalige Finnen wonen, vooral op het platteland. De vlag heeft andere verhoudingen dan de vergelijkbare vlag van Skåne. Het ontwerp zelf, met het kruis, staat voor eenheid met de andere Noordse landen en vooral met Zweden. De vlag is onofficieel en gebaseerd op een voorstel voor een handelsvlag dat in 1917 werd ingediend door de vlaggencommissie van de Finse senaat, die ook negen witte rozen in de linkerbovenhoek bevatte. Het kan ook een van de kandidaten voor de Finse vlag zijn geweest rond de onafhankelijkheidsverklaring in 1917. De huidige blauw-witte staatsvlag werd officieel op 28 mei 1918.
De Fins-Zweedse vlag gebruikt de traditionele rode en gele kleuren (die bijvoorbeeld te zien zijn in het wapen van Zuidwest-Finland, maar vooral in het nationale wapen van Finland), heeft een breder kruis dan de vlag van Skåne en rechthoekige in plaats van vierkante velden in de binnenhoeken. Er zijn geen officiële besluiten over de breedte van het kruis, maar er zou een breedte moeten gelden die ten minste overeenkomt met die van de Zweedse vlag (d.w.z. 5:2:9 horizontaal en 4:2:4 verticaal) en ten hoogste met die van de Finse vlag (d.w.z. 5:3:11 horizontaal en 4:3:4 verticaal).